# Sola en los bares
«Sola en los bares» es una canción perteneciente al grupos de pop rock argentino Man Ray. Es la primera canción que forma parte de su segundo álbum de estudio Perro de Playa; grabado y editado en los Estudios Panda; bajo el sello discográfico CBS. Junto con «Caribe sur» y «Olvídate de mi»; Sola en los bares se convertiría en un clásico del grupo.

## Historia
La canción fue el primer track del álbum Perro de playa, álbum que cuenta además con la participación de Charly García en la canción «Tierra sagrada», «Caribe Sur» y «Olvídate de mi», fueron las composiciones que mayor rotación radial tuvieron, “Sola en los bares” fue una sorpresa en el circuito del rock argentino de los años 1990 en razón de la poética manifiesta al tocar la cuestión de la diversidad sexual. La temática del travestismo/transexualidad, por aquellos años, todavía estaba bastante vedada al debate público -a excepción de ser objeto de burla- siendo su tratamiento y su visibilidad una cuestión de suma trasgresión.

## Inspiración de la letra
Según cuenta Lizarazu en el libro “Antología del rock Argentino, la historia detrás de cada canción”, de Maitena Aboitiz, «Sola en los bares», surge por casualidad cuando viajaba en un autobús hacia el centro de la ciudad de Buenos Aires en el año 1987. Allí, cuenta Lizarazu, vio como una fotografía- estando el semáforo en rojo de la calle por la que transitaba- la imagen de una mujer travesti o trans, detenida en el umbral de una casa con gesto melancólico, lo que activó la escritura de la canción (años más tarde editada en el segundo álbum en 1992), haciendo lugar a las licencias poéticas de imaginar, en esos breves segundos en que duró el autobús detenido en el semáforo en rojo, desde dónde venía y hacía dónde iba esa persona real vuelta personaje.

## Interpretación
La habla sobre el conflicto emocional que se suscita en una persona que se siente mujer y vive su día a día al margen de la sociedad. Detrás de esta composición, narra la situación real de contacto con el travestismo vivida por la propia autora, Hilda Lizarazu.

## Análisis de la letra

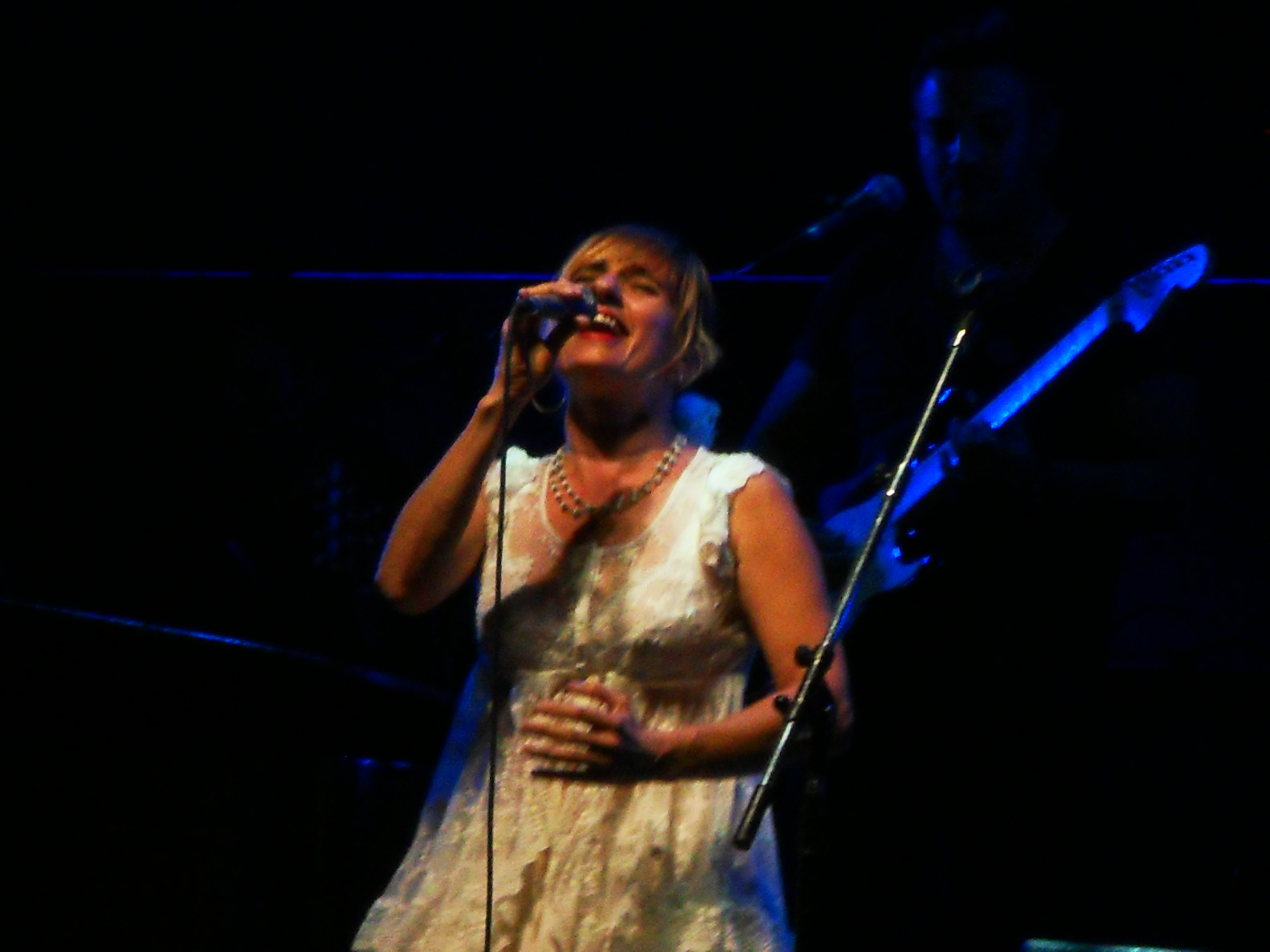
Hilda Lizarazu, autora de la canción.

La primera estrofa cuenta la situación de este personaje central transformista de la historia. En este pasaje, la autora Lizarazu deja traslucir su experiencia de vida real que todavía no deja pistas certeras sobre si se trata de una mujer biológica o una transformista. El recurso del vestido azul francés en la letra, aporta en el sentido de fortalecer la identidad femenina a prueba de todo maltrato que pudiera provenir:

Está mareada,

su cuerpo quiere descansar,

es madrugada,

sola en las calles,

con su vestido azul francés,

no siente nada.

El estribillo incorpora un cambio en la letra que cabe destacarse la fuerza narrativa de la letra; al imaginar los sentimientos de ese personaje sentada una vez más en el umbral de la casa antigua buscando un símbolo de paz.

No, no puedo creer, 

que estaba en ese lugar,

y que antes de ayer, 

fumando, la ví pasar.

## Videoclip
El videoclip de Sola en los bares fue grabado a mediados de 1991 y dirigido por Sebastián Ogarmbide. En el aparecen los miembros de la banda tocando en un cuarto. Sebastián Quencke como el joven protagonista del vídeo en el papel de la travesti. El video termina con créditos.

## Créditos
- Hilda Lizarazu: voz
- Tito Losavio: guitarras, coros y teclados
- Pablo Sbaraglia: piano, teclados y órgano